# 小行星1282
小行星1282（1282 Utopia）是一颗围绕太阳公转的小行星。1933年8月17日，西里爾·傑克遜在约翰内斯堡发现了此天体。
該小行星以烏托邦命名。
这颗小行星的绝对星等为79.50458888071286等。